# ویرجین (یوتا)
ویرجین (به انگلیسی: Virgin) شهری در ایالت یوتا کشور ایالات متحده آمریکا است که جمعیت آن در سرشماری سال ۲۰۱۰ میلادی، ۵۹۶ نفر بوده‌است.